# Multifeed

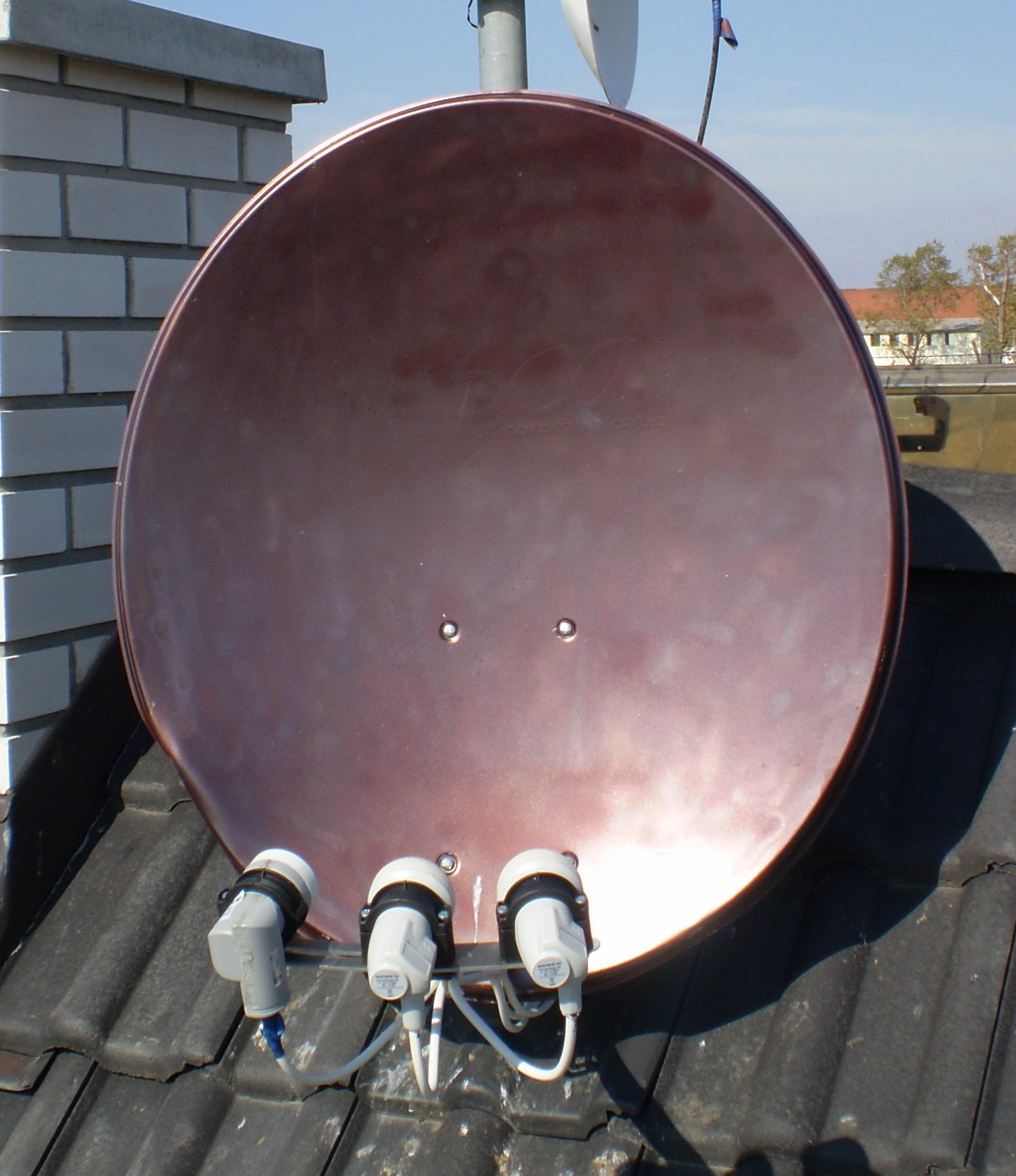
Multifeed pro 3 satelity

Multifeedem nebo multifocusem se v satelitní technice nazývá příjem signálu z více družic na jedné parabole. Při použití multifocusu se přijímá jedna pozici přímo, ostatní konvertory snímají pouze stranově odražené signály („šilhají“). S tím souvisí velikost paraboly, která je k tomu třeba. Čím větší parabola, tím lépe. V podmínkách ČR pro příjem nejběžnějších satelitů (Astra, Hotbird, Eurobird) postačuje parabola 80 cm. Pro montáž je potřeba tzv. multifocusový držák, který je nejčastěji v provedení pro dva a tři konvertory. 
Dále je vhodné použít přepínač jednotlivých pozic. DiSEqC přepínače umožňují příjem dvou (DiSEqC 2/1), čtyř (DiSEqC 4/1),... satelitních pozic.